# عباس گلرو
عباس گلرو (زاده ۱۳۵۴ در مهدی‌شهر) دیپلمات، سیاستمدار اصولگرای ایرانی و نماینده مجلس در دوره یازدهم و دوازدهم از حوزه انتخابیه سمنان، مهدی‌شهر و سرخه است. وی ریاست کمیسیون امنیت ملی و سیاست خارجی مجلس شورای اسلامی را به عهده دارد.

## سوابق تحصیلی و کاری
عباس گلرو، دوران تحصیلات ابتدایی، راهنمایی و دبیرستان را در درجزین از توابع شهرستان مهدیشهر طی نمود. با رتبه ۱۵۷ در کنکور سراسری در رشته روابط بین‌الملل دانشکده روابط بین‌الملل وزارت امور خارجه در تهران پذیرفته شد و تحصیلات کارشناسی ارشد و دکتری را در همان رشته ادامه داد. وی همچنین مسلط به دو زبان انگلیسی و عربی می‌باشد.

## سابقه انتخاباتی
| سال  | انتخابات          | حوزه انتخابیه         | آرا    | ٪    | رتبه | نتیجه  |
| ---- | ----------------- | --------------------- | ------ | ---- | ---- | ------ |
| ۱۳۹۸ | مجلس شورای اسلامی | سمنان، مهدیشهر و سرخه | ۳۲٬۴۱۱ | ۴۵٫۰ | نخست | پیروزی |
| ۱۴۰۲ | مجلس شورای اسلامی | سمنان، مهدیشهر و سرخه | ۲۹٬۴۵۵ | ۴۵٫۶ | نخست | پیروزی |